# Православие на Украине

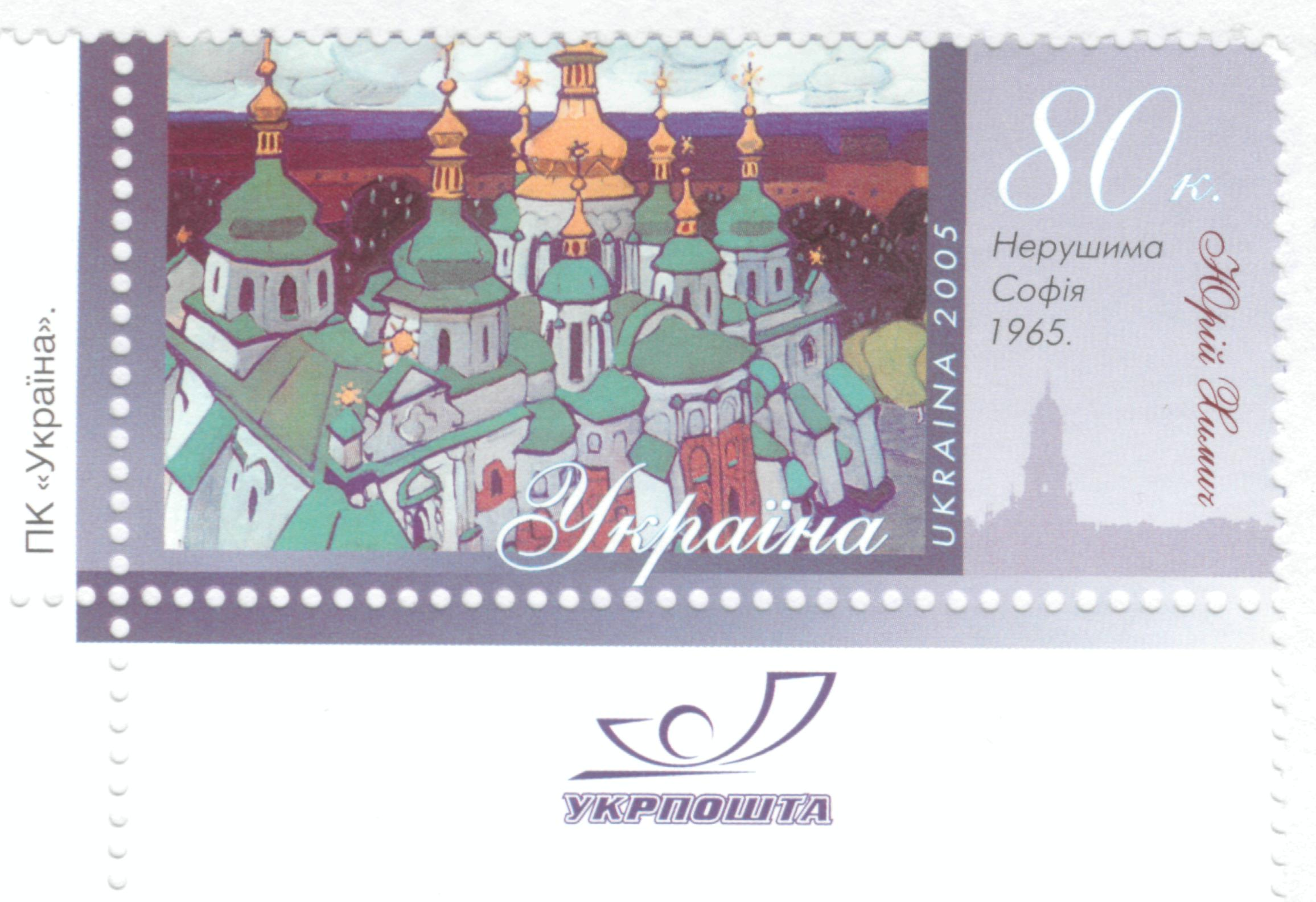
«Серия „Киев глазами художников“: Нерушимая София. Юрий Химич, 1965», почтовая марка Украины, 2005

Православными себя считает большинство населения современной Украины (свыше 70 %) и подавляющее большинство в центральных, восточных и южных регионах страны. При этом количество православных, посещающих храм хотя бы один раз в месяц, составляет около 18 %. С июня 1992 года на Украине, ставшей вследствие распада СССР (1991) независимым государством в административных границах Украинской Советской Социалистической Республики (УССР), до 15 декабря 2018 года сосуществовали три крупные православные церкви: Украинская православная церковь в составе Русской православной церкви (УПЦ МП) и не признанные прочими поместными православными церквами Украинская православная церковь Киевского патриархата (УПЦ КП) и Украинская автокефальная православная церковь (УАПЦ). Существовали также более мелкие структуры. Кроме того, с 1990 года легально действует Украинская грекокатолическая церковь, которая восходит к Русской униатской церкви, образованной в Речи Посполитой в результате Брестской унии (1596), и приходы которой в отдельные исторические периоды были православными. Исторически, Киевская митрополия в составе Константинопольского патриархата была первой структурой Русской церкви, учреждённая вследствие Крещения Руси в 988 году.
В апреле 2018 года Синод Константинопольского патриархата принял решение «приступить к предпринятию шагов, потребных для дарования автокефалии православным христианам Украины». 15 декабря 2018 года на объединительном соборе православных церквей Украины (прежде всего представителей УПЦ КП и УАПЦ, а также нескольких клириков из УПЦ МП) в Киеве была учреждена новая структура — Православная церковь Украины, которой в январе 2019 года Константинопольский патриархат присвоил статус автокефальной, включив в свой диптих автокефальных православных церквей. Деяния Константинопольского патриархата не были признаны Московским патриархатом, полагающим территорию бывшей УССР частью своей «канонической территории».

## Предыстория

### Эпоха средневековой Руси

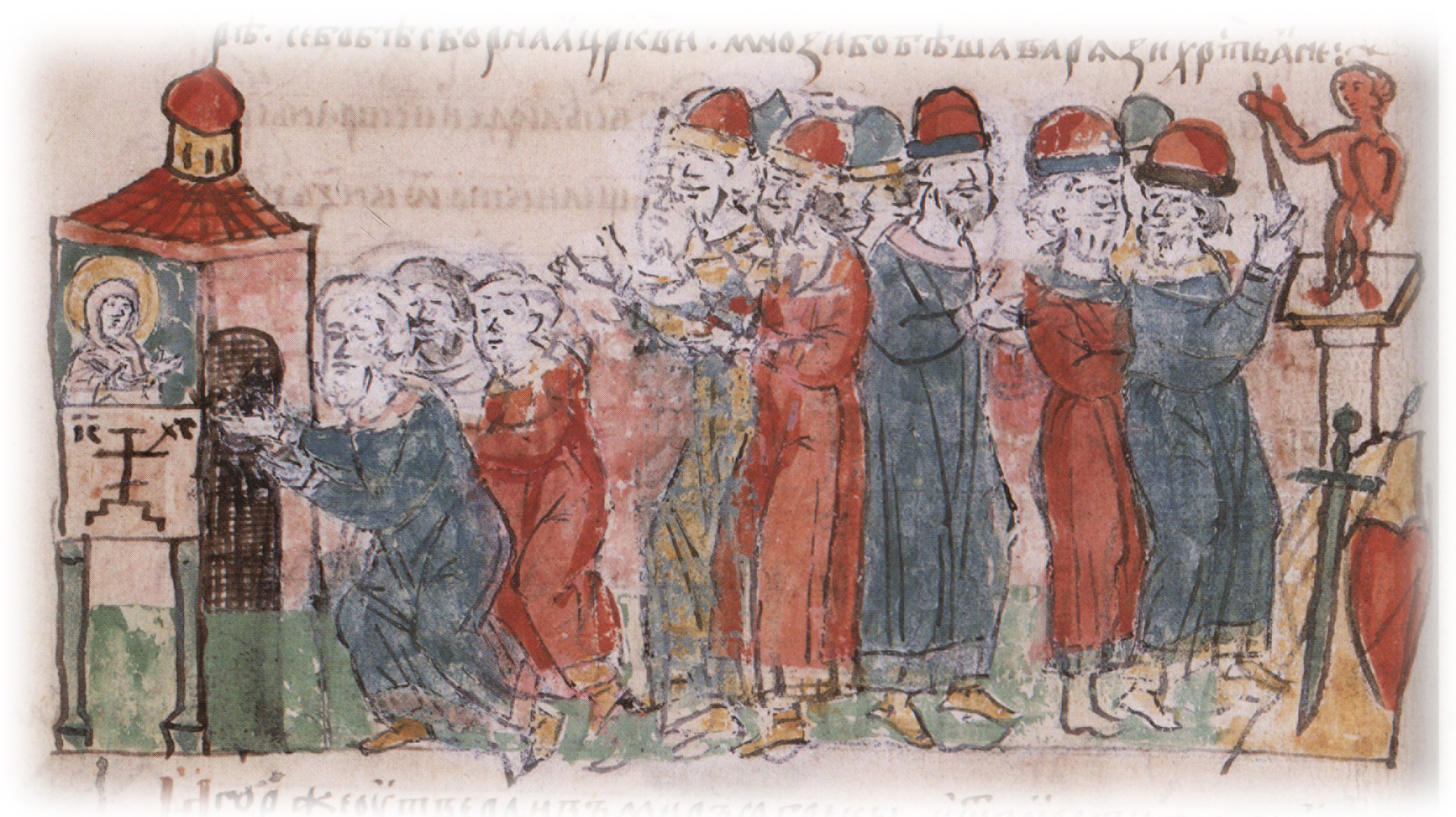
Присяга Игоря и его мужей-язычников на холме перед фигурой Перуна, а христиан — у церкви святого Илии. Миниатюра из Радзивилловской летописи, конец XV века

Вследствие Крещения Руси в 988 году была учреждена Киевская митрополия Константинопольского патриархата. Однако христианство начало проникать на Русь ещё ранее, во времена Аскольда и Ольги, которая приняла крещение в Константинополе вероятно в 957 году (в 955 году, согласно Повести временных лет). Первыми русскими мучениками стали Феодор Варяг и сын его Иоанн, пострадавшие в Киеве в 978 году. Первым киевским митрополитом стал сириец Михаил, а главным собором новой митрополии Десятинная церковь. В 1051 году преподобный Антоний Печерский принёс в Киев традиции афонского монашества, основав Печерский монастырь, ставший средоточием духовной жизни Руси.
Ввиду упадка значения Киева как политического центра после его разгрома татаро-монголами, в 1299 году, после опустошения города татарами, Киевский митрополит Максим перенёс свою резиденцию (но не кафедру) во Владимир-на-Клязьме. В конце 1325 год, при митрополите Петре, местопребыванием Киевских и всея Руси митрополитов де-факто стала Москва. По ходатайству Галицкого князя Юрия Львовича, около 1304 года, при императоре Андронике II Палеологе и патриархе Афанасие, была учреждена Галицкая митрополия; первым Галицким митрополитом был Нифонт. Галицкая митрополия включила владения князя Юрия: в её состав вошли Галицкая, Владимиро-Волынская, Луцкая, Холмская, Перемышльская, Туровская епархии.
После вхождения Киева в Великое княжество Литовское (1362) происходит его постепенное возрождение как религиозного центра. В то же время, в течение XIV — начала XV веков в Киеве и Москве периодически возникали ситуации, когда одновременно действовали два (а то и три) «Митрополита Киевских» одновременно. В 1448 году в Москве собор восточно-русских епископов, «по повелению государя» (князя Василия II), без согласования с Константинопольским патриархом поставил митрополитом Киевским и всея Руси епископа Рязанского Иону. Преемники Ионы в Москве уже не титуловались как «Киевские» и использовали титулование «Митрополит Московский и всея Руси»; произошло окончательное разделение Русской Церкви на две митрополии: Московскую и Киевскую.
В 1458 году Константинопольский патриарх Григорий III (Мамма) провёл реорганизацию Киевской митрополии: в неё вошли 11 епархий: Киевская, Брянская, Смоленская, Полоцкая, Туровская, Луцкая, Владимир-Волынская, Брестская, Перемышльская, Галицкая и Холмская. Новому митрополиту Киевскому Григорию II патриарх предоставил новый титул — Митрополит Киевский, Галицкий и всея Руси. Этот титул главы Киевской митрополии носили вплоть до присоединения Киевской митрополии к Московскому патриархату в 1686 году. Эти митрополиты в разное время имели резиденции в Новогрудке, Киеве и Вильно.

### В Речи Посполитой и Российской империи
В мае 1589 года Московские митрополиты получили достоинство Патриархов и формальное признание автокефалии от восточных патриархов. Большая же часть клира Киевской митрополии во главе с митрополитом Михаилом Рагозой в 1596 году приняли Брестскую унию с папством, образовав Русскую униатскую церковь. Православными в Речи Посполитой оставались епископ Львовский и Каменец-Подольский Гедеон Балабан и Перемышльский Михаил Копыстенский, с 1610 года — только Иеремия Тиссаровский.
В 1620 году православная Киевская митрополия была возобновлена усилиями Патриарха Иерусалимского Феофана: параллельно униатскому Киевскому митрополиту Иосифу Руцкому, был поставлен православный митрополит Иов Борецкий с титулом «митрополит Киевский, Галицкий и всея Руси, экзарх Константинопольского престола».
Православная Киевская митрополия была переведена в Московский патриархат грамотой, данной Вселенским патриархом Дионисием и его синодом в июне 1686 года. Князь Гедеон Четвертинский был первым Киевским митрополитом Московского патриахата; его титул в 1688 году был изменён на «Митрополит Киевский, Галицкий и Малыя России».
С начала XVIII века малороссийские епархии находились в прямом подчинении российского Синода; Киевские же митрополиты стали обычными епархиальными архиереями, имевшими тем не менее митрополичий титул.

## 1917—1990
По падении монархии в Российской империи в марте 1917 года в некоторых епархиях Юга России при поддержке Центральной Рады оформились автокефалистские устремления, выразившиеся в итогах работы Всеукраинской церковной рады и в учреждении на 1-м Всеукраинском православном церковном соборе в октябре 1921 года Украинской автокефальной православной церкви (УАПЦ).
Обновленчество на Украине — Украинская автокефальная православная синодальная церковь во главе с обновленческим митрополитом Харьковским Пименом (Пеговым) — в середине 1920-х поддерживалось властями: только у них был свой журнал и богословский институт в Киеве. Также были лубенский раскол и григорианский раскол.
К 1939 году церковные структуры всех ориентаций повсеместно в СССР были практически уничтожены; от епископата Патриаршей церкви осталось всего четыре штатных (сохранивших регистрацию в качестве «служителя культа») архиерея, включая Патриаршего местоблюстителя, и ни одного в УССР. В сентябре 1939 года в результате присоединения Союзом ССР Западной Украины и Западной Белоруссии на территории Украинской ССР оказались 1300 приходов, действующие монастыри — во главе с пятью православными архиереями Польской автокефальной православной церкви (Московский патриархат считал полученную Польской церковью от Константинопольского престола в 1924 году автокефалию незаконной): Волынский и Кременецкий Алексий (Громадский), Пинский и Полесский Александр (Иноземцев), Луцкий и Ковельский Поликарп (Сикорский), Острожский Симон (Ивановский), Камень-Каширский Антоний (Марценко). Епископ Пантелеимон (Рожновский), проживавший на покое в Жировицком монастыре, в октябре 1939 года по его прошению был принят в юрисдикцию Московского патриархата с назначением на Пинско-Новогрудскую кафедру и временно исполняющим обязанности экзарха Московской патриархии в Западной Белоруссии и Украине. Московская патриархия осуществила присоединение западных епархий: все православные архиереи Польской православной церкви должны были войти в Московский патриархат, что и было сделано большинством епископов в июне — июле 1940 года; кроме того, в Москве состоялись и две первые хиротонии новых епископов для западных областей Украины: во епископа Житомирского — Дамаскин (Малюта) в августе 1940 года, Львовского — Пантелеимон (Рудык) в марте 1941 года. В октябре 1940 года экзархом Московской патриархии был назначен архиепископ Николай (Ярушевич).
В Рейхскомиссариате Украина 24 декабря 1941 года митрополит Варшавский Дионисий (Валединский) (Польская православная церковь) назначил «Временным администратором Православной автокефальной церкви на освобождённых землях Украины» Поликарпа (Сикорского). Кроме того, под возглавлением архиепископа Алексия (Громадского) в ноябре 1941 года была учреждена Украинская автономная православная церковь, номинально в юрисдикции Московского патриархата. Патриарший экзарх всея Украины митрополит Киевский и Галицкий Николай (Ярушевич) всё время находился в Москве.
В 1946—1948 годах к Московского патриархату были присоединены (де-факто ушли в подполье) Украинская грекокатолическая церковь (Львовский собор (1946)) и Мукачевская грекокатолическая епархия (Ужгородский собор (1948)).
С осени 1989 года, вследствие прекращения государственного контроля над религиозной жизнью в СССР и в связи с ростом национал-сепаратистских настроений в Украинской ССР, церковно-политическая ситуация в республике резко обострилась. В частности, среди духовенства и мирян Украинского экзархата обнаружились тенденции к обособлению от Московского патриархата. На имя патриарха Пимена и митрополита Киевского, Патриаршего экзарха Украины Филарета (Денисенко) поступали послания от клириков из западноукраинских епархий с призывами даровать автокефалию Экзархату. Архиерейский собор Русской православной церкви 30—31 января 1990 года принял «Положение об экзархатах», которое предоставляло Украинскому (а также Белорусскому) экзархатам бо́льшие права в самоуправлении, а также право именоваться Украинской православной церковью (УПЦ).
Кроме того, начался выход из подполья униатства (УГКЦ) и автокефалистских религиозных общин (УАПЦ). Происходил массовый переход (часто через захват) приходов Экзархата на западе республики в УГКЦ и УАПЦ; в мае 1990 года Совет по делам религий при Совете министров УССР принял решение о регистрации приходов УАПЦ, 7 июня был зарегистрирован устав УАПЦ. Православные епархии в западных регионах были разгромлены униатами и автокефалистами.

## После 1991 года
После распада СССР и образования независимого государства, с июня 1992 года на Украине сосуществовали три крупные православные церкви: каноническая Украинская православная церковь (Московского патриархата), неканоническая Украинская православная церковь Киевского патриархата, неканоническая Украинская автокефальная православная церковь; также существовали более мелкие структуры. Бессарабская митрополия Румынской православной церкви представлена одним храмом. Кроме того, в начале 2016 года Вселенский патриархат заявил, что признаёт своё «историческое и каноническое право отвечать на обращения или вопросы православных верующих в Украине как „дочерней церкви“ Константинополя».

### Учреждение Православной церкви Украины (2018)
В апреле 2018 года, вскоре после встречи с Вселенским патриархом в Фанаре 9 апреля (Светлый понедельник), президент Украины Петр Порошенко направил Вселенскому патриарху Варфоломею обращение о даровании автокефалии «Православной Церкви на Украине». 20 апреля 2018 года Синод Вселенского патриархата принял решение «приступить к предпринятию шагов, потребных для дарования автокефалии православным христианам Украины». 27 июля представители Константинопольского патриархата в Киеве передали президенту Порошенко послание, в котором говорилось о единстве украинского православия и будущей автокефалии. Летом 2018 года Вселенский патриархат публично заявил, что полагает Украину своей канонической ответственностью, а притязания Московского патриархата неправомочными.

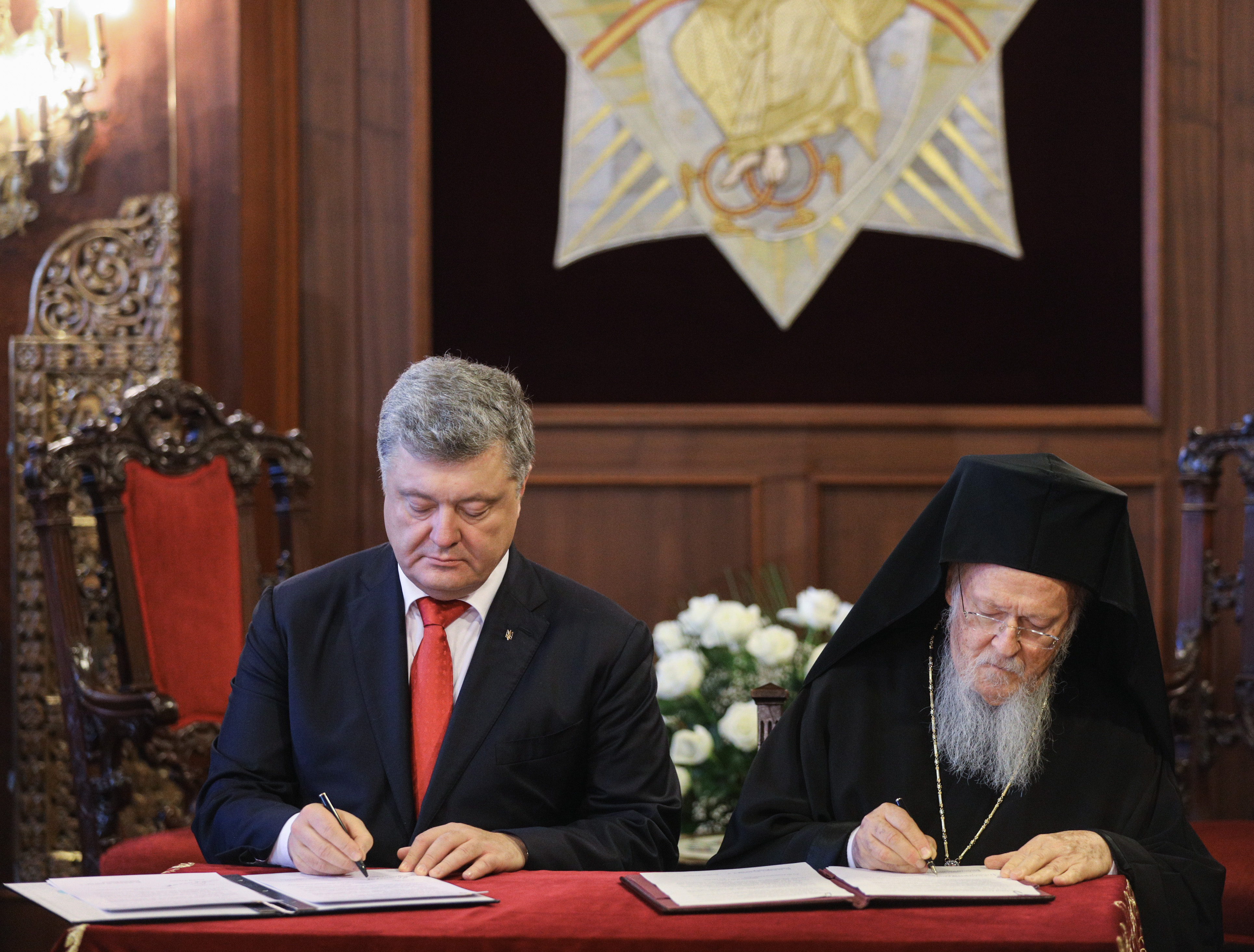
Подписание соглашения
«О сотрудничестве и взаимодействии между Украиной и Константинопольским патриархатом». Турция, Стамбул, 3 ноября 2018 года

1 сентября 2018 года патриарх Варфоломей, выступая перед Архиерейским собором (Синаксом) в стамбульском храме Святой Троицы, обвинил Москву в череде «неканонических вмешательств» в дела Киевской митрополии начиная с XIV века, когда Киевская кафедра была переведена в Москву «без канонического дозволения Церкви-Матери». Он сказал: «Поскольку Россия, как ответственная за нынешнюю болезненную ситуацию на Украине, не способна решить проблему, Вселенский патриархат взял на себя инициативу по решению проблемы в соответствии с полномочиями, предоставленными ему священными канонами и юрисдикционной ответственностью над епархией Киева, получив просьбу об этом от досточтимого украинского правительства, а также повторяющиеся просьбы „Патриарха“ Киевского Филарета об апелляции на наше рассмотрение его дела». 7 сентября 2018 года Вселенский патриархат назначил архиепископа Памфилийского Даниила (Зелинского) и епископа Эдмонтонского Илариона (Рудника) экзархами Константинопольского патриархата в Киеве.
Константинопольская православная церковь представлена на Украине своей ставропигией, которая была восстановлена 11 октября 2018 года. Также в этот день Синод Константинопольской церкви принял ходатайства об апелляции Филарета Денисенко и Макария Малетича и отменил юридическую силу синодального письма 1686 года.
5 января 2019 года в Георгиевском соборе на Фанаре патриарх Варфоломей подписал грамоту (томос) об автокефалии Православной церкви Украины (ПЦУ), которая была учреждена 15 декабря 2018 года в ходе Объединительного собора с участием епископата, представителей клира и мирян УПЦ КП, УАПЦ (самораспустились перед началом собора, были представлены всем епископатом) и УПЦ (МП) (была представлена 2 епископами) Официальная передача томоса предстоятелю ПЦУ митрополиту Епифанию состоялась 6 января.
5 февраля 2019 года в Митрополичьем доме при соборе Святой Софии Киевской состоялось первое заседание Синода ПЦУ, принявшего ряд организационных решений; предстоятель Православной церкви Украины (ПЦУ) митрополит Епифаний определил состав Священного синода ПЦУ.